# Cartierul Colonia Combinat, Făgăraș

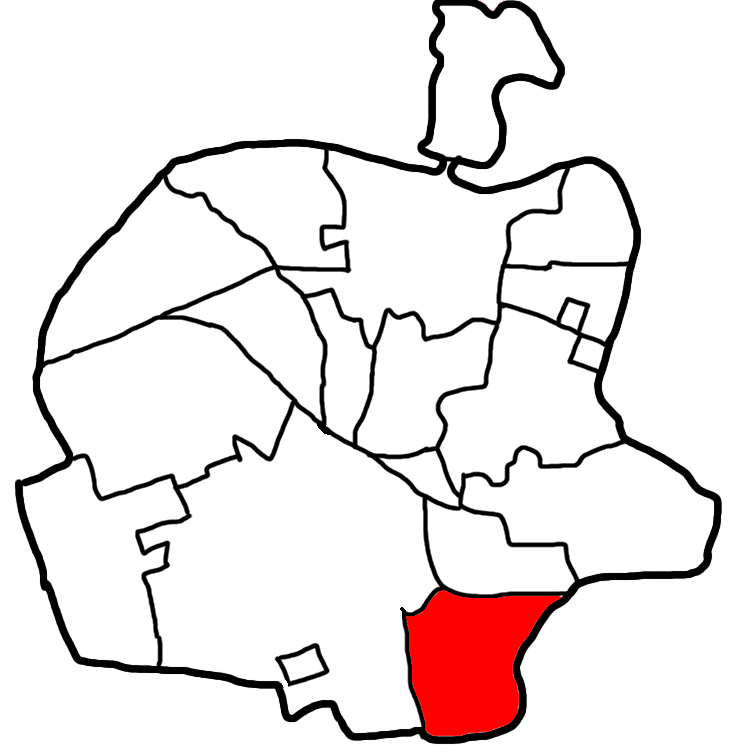
Cartierul Colonia Combinat pe harta Făgărașului.

Colonia Combinat este un cartier al Municipiului Făgăraș din județul Brașov, Transilvania, România.